# 松永安左エ門
松永 安左エ門（松永 安左衛門、旧字体：松󠄁永 安左衞門、まつなが やすざえもん、1875年（明治8年）12月1日 - 1971年（昭和46年）6月16日）は、明治末期から昭和にかけて長く日本の電力業界において活動した実業家である。
長崎県壱岐島出身。「安左エ門」の名は父の名を襲名した（3代目安左エ門）もので、幼名は亀之助。石炭商などの事業を手掛けたのち明治末期から九州で電気事業の経営に関わり、1922年（大正11年）からは20年にわたり大手電力会社東邦電力を主宰した。太平洋戦争下では一旦実業界から退くも、戦後の占領下で電気事業再編成審議会会長として再起。電気事業再編成を主導して九電力体制への再編を推進し、その強硬な姿勢から「電力の鬼」の異名をとった。その後は電力中央研究所理事長に就任。また私設シンクタンク産業計画会議を主宰して日本の産業経済全体について政策提言を行い、政府の政策に大きな影響を与えた。
大正時代に1期のみ衆議院議員を務めた経歴も持つ。美術品収集家、茶人としても知られ、「耳庵」（じあん）の号を持つ近代小田原三茶人の一人でもある。中部電力第5代社長松永亀三郎は甥。

## 生涯

### 生誕から社会人人生の開始まで
1875年（明治8年）、長崎県壱岐の商家に生まれた。二代目安左エ門の長男で、幼名は亀之助。故郷の印通寺浦は天然の良港をなしていて、安左エ門が生まれたころまでは商業地で、壱岐の首都的存在だった。祖父は京阪神地方との交易、酒造業、呉服・雑貨・穀物の取り扱い、水産業など手広く事業を営んでいた。幼名の亀之助時代の思い出のなかで印象に残るのは祖父母、父母、親戚一統から非常にかわいがられて育ったということだった。
福澤諭吉の『学問のすすめ』に感奮興起し、福澤門に進むことを独りぎめしていた。郷の浦の親戚に預けられて、通っていた第十七高等小学校もあと一年で終えるというころ、この希望は非常に強くなった。
1889年（明治22年）に東京へ出て慶應義塾に入学。遠縁に当たる霊岸島の山内善三郎家に寄寓した。16歳のときには真性コレラにかかり、本所緑町の避病院に入れられることになったが幸いに助かった。
1893年（明治26年）、父（二代目安左エ門）の死で帰郷、家督を相続し、三代目安左エ門を襲名。それまでは、大きな不幸も知らず、順調だっただけに、父の若死は安左エ門にとって腹立たしいほど残念だった。するめ、干しあわびなどの水産物資をつくって中国に輸出することなどを手がけた。自分も持ち船にのって壱岐から博多、長崎、平戸、対馬などにでかけていた。元来松永家は商売のほか土地もかなりあった。土地の管理、漁場経営などには相当手がかかった。そこで安左エ門は酒造業、海産物取り扱い、呉服業などはいっさいやめる決心をした。それらの業は他人に譲渡して、土地だけを確実に継承していくことにした。
21歳の秋再び慶應義塾に戻った。福澤諭吉の朝の散歩にお供をするようになり、諭吉の謦咳に接すると共に、福澤桃介の知遇を得た。卒業まであと一年という1898年（明治31年）、学問に興味が湧かなくなったことを福澤諭吉に告白すると、「卒業など大した意義はない。そんな気持ちなら社会に出て働くがよかろう」と勧められて退学した。福澤の記念帳に「わが人生は闘争なり」と記した。
慶應義塾大学中退後、福澤桃介の紹介で日本銀行に入行した。当時山本達雄総裁の下、日銀幹部ストライキ事件が起こり、東大出身幹部らが一掃され、慶應出身者が用務員から一般職員、幹部人事までを占めた時期にあたるが1年で辞職。その後は福澤と共同で神戸や大阪等で材木商や石炭業を営む。

### 電力業界への参画から実業界の引退
1909年（明治42年）、福博電気軌道の設立に関わり、松永が電力事業に携わる第一歩となった。1911年には唐津軌道を設立し社長就任。その後いくつかの電力会社を合併し、九州電灯鉄道となり、さらに1922年（大正11年）関西電気と合併して、東邦電力を設立し副社長になった。1928年（昭和3年）には社長に就任し、一都十一県に電力を供給するまでになった。

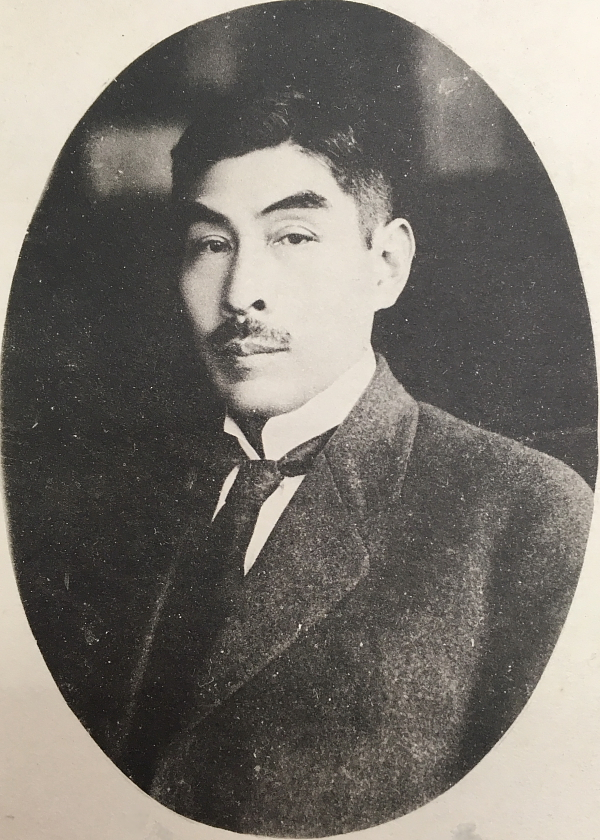
松永安左エ門（1923年以前)

この間1917年（大正6年）第13回衆議院議員総選挙に当選し、一期務めている（次の選挙で中野正剛に敗れて落選した）。
東邦電力は九州、近畿、中部に及ぶ勢力を持った。さらに東京進出を図り設立された、同社の子会社・東京電力は、東京電燈と覇権を争った。1927年（昭和2年）、東京電燈と東京電力は合併し、東京電燈株の交付を受けた大株主という立場の松永は同社の取締役に就任した。その影響力はもとより、「電力統制私見」（1928年5月1日）を発表し、民間主導の電力会社再編を主張したことなどもあって、「電力王」といわれた。
戦争に訴えなくとも日本が生きていけるということに成算があり、電力事業の国家による管理に反対した松永はその道筋を説き続けた。官僚嫌いでもあった松永は、講演会の席上で軍閥に追随する官僚達を「人間のクズ」と発言した（1937年）。これらの言動は「天皇の勅命をいただいているものへの最大な侮辱」と大問題になり、新聞に謝罪広告を掲載する事態に追い込まれる。当時の企画院総裁だった鈴木貞一から「あなたは重大なリストに載っているから、手を引かないと危ない」という忠告も受けた。
戦争の激化に伴い、国家総動員法と合わせて電気事業を国家管理下に置く政策が取られ、特殊法人の日本発送電会社が設立され、9の会社が配電事業を行うことになった（一発電九配電体制）。これに伴う東邦電力の解散（1942年）を期に松永は引退し、以後は所沢の柳瀬荘で茶道三昧の日を過ごした。

### 電力業界・産業界の有識者としての活動と晩年
第二次世界大戦後の1946年（昭和21年）、小田原市板橋に「松下亭」（後に「老欅荘」）を建てて埼玉県柳瀬（現・所沢市）から移り、住まいとした。柳瀬で所蔵していた美術品と柳瀬荘を東京国立博物館に寄贈した。小田原では益田孝（鈍翁）、野崎廣太（幻庵）の後を受けて近代茶道を嗜み、小田原三茶人と称される。
当時のGHQによる占領政策上、日本発送電会社の民営化が課題になると、かつての敵、池田成彬の推薦により、吉田茂に電気事業再編成審議会会長に抜擢された。意を共にする木川田一隆や池田勇人らと民営化を目指し、日本発送電側は独占体制を守ろうと画策したが、最終的にはGHQが反対派をねじ伏せ、ポツダム命令による電気事業再編成令が発令され9電力会社への事業再編による分割民営化（九電力体制）が実現した。さらに電力事業の今後の発展を予測して電気料金の値上げを実施したため、消費者からも多くの非難を浴びた。こうした強引さから「電力の鬼」と呼ばれるようになった。
1951年（昭和26年）、こうした経緯から電力技術の研究開発を効率的かつ国家介入など外圧に影響されることなく実施するため、9電力会社の合同出資でありながら、完全中立を堅持する公益法人として、民間初のシンクタンク「電力中央研究所」を設立し、晩年は自ら理事長に就任した。
1956年（昭和31年）、私設のシンクタンクである「産業計画会議」を発足させて主宰し、経済分野の国家的政策課題について政策提言を行った。提言内容の例として東名高速道路・名神高速道路の計画や、国鉄民営化、日本最大の多目的ダムである沼田ダム計画、北海道開発などがある。報告書は内閣、衆参両院、中央官庁へ届けられ、政府の政策に大きな影響を与えた。
1959年（昭和34年）、財団法人松永記念館を設立、自宅敷地内に松永記念館本館を建て、収集した古美術品を一般に公開した。また、欧米視察の際に知遇を得たアーノルド・J・トインビーの『歴史の研究』の翻訳・刊行に尽力した。
1962年（昭和37年）、松永の米寿を記念し、池田勇人内閣総理大臣が発起人となって財団法人松永記念科学振興財団（1962年 - 1978年）、松永賞（同）が創設された。米寿の祝いは池田らを呼び、大手町ビル（電力中央研究所本部）の屋上で行った。
1968年（昭和43年）、慶應義塾命名百年式典にて、高橋誠一郎と共に名誉博士の称号が授与された。
1971年（昭和46年）6月16日、肺真菌症の為に東京都新宿区の信濃町の慶應義塾大学病院にて死去。95歳没。葬儀は故人の遺志により一切行われず、松永家は財界人の弔問や香典・供花なども辞退している。墓所は埼玉県新座市の平林寺。
電力産業と松永のかかわりを描いたものに、大谷健『興亡：電力をめぐる政治と経済』（吉田書店、2021年。初版：産業能率短期大学出版部、1978年、再版：白桃書房、1984年）がある。

## 人物

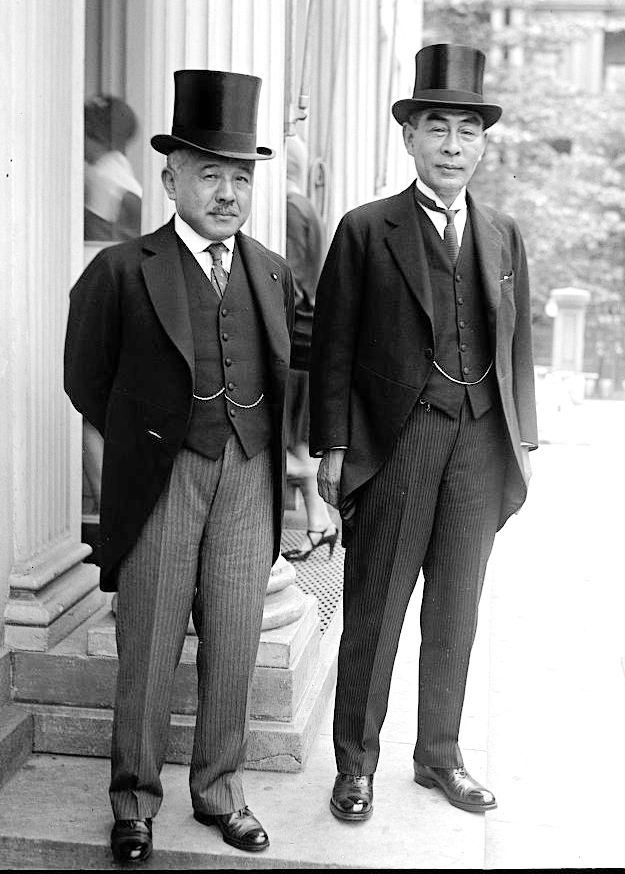
1929年5月、松永安左エ門（右）、出淵勝次（左）とともに

ピンチをくぐり抜けるたびに成功のヒントを掴んだ。明るい性格で美男だったことから女性関係も派手であったとされる。作家の梶山季之が財界人たちに「小説にしたら面白い人物は誰か」と尋ねたところ、多くは松永の名を挙げたという。
産業計画会議での松永の現場視察は大臣や高級官僚のものとは違い、自動車が入れないような場所にある粗末な小屋に泊まり、ドラム缶の風呂に入り、第一線で働く工事現場の人たちの苦労を自らの体で味わうという、徹底した現場主義であった。
松永は耳庵（じあん）と号する茶人・古美術収集家としても知られる。松永は第二次大戦後、収集品の一部を東京国立博物館に寄贈した。同館に寄贈した以外の美術品は小田原市にあった財団法人松永記念館に所蔵されていたが、同財団の解散により大部分が福岡市美術館、一部が京都国立博物館、愛知県陶磁資料館などの所蔵に帰している。代表的な収集品としては、平安仏画の代表作である「釈迦金棺出現図」（国宝、京都国立博物館蔵）などがある。
長崎県壱岐市石田町印通寺浦の安左エ門の生家跡に「松永安左エ門記念館」がある。

### 栄典
1964年に生存者叙勲制度が復活した際、同年4月29日付の最初の叙勲で松永は勲一等瑞宝章に内定するが、首相の池田勇人から直々に打診された松永は「人間の値打ちを人間が決めるとは何ごとか」と激高し、受章を拒否する。
困った池田は松永に可愛がられていた永野重雄に説得を頼み、小田原の松永邸に尋ねた永野は、松永に対して「あなたが叙勲を受けないと、生存者叙勲制度の発足が遅れて、勲章をもらいたくてたまらない人たちに、迷惑がかかる。それに、あなたはどうせ老い先が短い。死ねばいやでも勲章を贈られる。それなら生きているうちにもらった方が人助けにもなりますよ」と迫った。松永は不本意ながら叙勲を受けることは了承したものの、勲章授与式を欠席した。
その後松永は『栄典の類は反吐が出るほど嫌いだ』として、死後を含め全ての栄典を受け取らないことを公言する。松永が逝去した際にその訃報を受けた当時の佐藤栄作内閣は、政府による叙位叙勲を即日決定したものの、遺族は松永の遺志を尊重し、一切の栄誉・栄典について辞退した。
- 勲一等瑞宝章
- 慶應義塾大学名誉博士号

## 親類・縁者

### 松永家
- 祖父・安左エ門
  - 祖父は、九州の一離島・壱岐の商家の主人で終わったに過ぎないが、働き学ぶことを身をもって孫に教えた[3]。安左エ門は「松永家としては分家の身でありながら、幕末から明治にかけて、ほとんど徒手空拳、さして本家の援助も受けず、その時代なりの新しい事業をいろいろ起こした」と評する[3]。“人間は一生働き通すべきもの”という安左エ門の考えは祖父の生活態度から教えられている[3]。
- 父・安左エ門
- 母・ミス
- 妻・カヅ
- 弟・英太郎
- 妹・クニ（熊本利平に嫁す）
  - 甥・松永亀三郎（中部電力社長、中部経済連合会会長）

## 麦焼酎・松永安左エ門翁
松永の出身地である壱岐で酒造を営む玄海酒造株式会社は、自社生産の麦焼酎に松永の名を据えて販売している。

## 役職
- 西部合同ガス（現西部ガス）初代社長
- 博多商業会議所会頭
- 中部共同火力社長
- 東邦電力社長
- 日本電気協会会長
- 電気事業再編成審議会会長
- 電力中央研究所理事長
- 北里大学医学部建設後援会長。
- 衆議院議員（福岡市選出、1917年より1期）